# Hypoconcha panamensis
Hypoconcha panamensis is een krabbensoort uit de familie van de Dromiidae. De wetenschappelijke naam van de soort is voor het eerst geldig gepubliceerd in 1869 door Smith, in Verrill.